# Ronald Syme
Ronald Syme (né à Eltham (Nouvelle-Zélande) le 11 mars 1903 et mort à Oxford le 4 septembre 1989) est un historien britannique, spécialiste de la période de la fin de la République romaine et du début de l’Empire romain.

## Biographie
Fils de David et de Florence Syme, il naquit à Eltham, en Nouvelle-Zélande, où il fit sa scolarité primaire. À partir de 15 ans, il fréquenta le High School de New Plymouth. Il poursuivit ses études à l’université d'Auckland puis à l’université Victoria de Wellington, où il étudia le français et la littérature classique. Il fréquenta l’école des « Litteræ Humaniores » au Collège Oriel d’Oxford de 1925 à 1927, et obtint un diplôme d’histoire ancienne et de philosophie.
En 1929, il se fit connaître pour ses études sur l’armée romaine et les frontières de l’Empire romain. Pendant la Seconde Guerre mondiale, il travailla comme attaché de presse de l’ambassade britannique de Belgrade (où il apprit le serbo-croate) et à Ankara, puis il obtint une chaire de philologie classique à l’Université d’Istamboul. Son refus de préciser la nature de ses travaux durant cette période fit supposer qu’il travaillait pour les services secrets britanniques en Turquie, mais aucune preuve n’étaye cette théorie.
Il est élu membre de la British Academy en 1944.
En 1949, il fut nommé professeur d’histoire ancienne au Collège Brasenose d’Oxford, poste qu’il occupa jusqu’à sa retraite. Syme fut également membre du Wolfson College, à Oxford, de 1970 à la fin des années 1980. Il poursuivit ses travaux jusqu’à sa mort à l’âge de 86 ans.
Il fut fait chevalier en 1959 et fut décoré de l’Ordre du Mérite britannique en 1976. Il fut élu associé étranger de l'Académie des inscriptions et belles-lettres en 1967.

## Œuvres
Son principal ouvrage, The Roman Revolution (1939), est une analyse de la vie politique romaine durant la période qui suivit l’assassinat de Jules César, inspiré par la montée des régimes fascistes en Allemagne et en Italie. Sa principale conclusion est que les structures de la République et du Sénat n’étaient plus adaptés aux besoins du gouvernement romain et qu'Auguste avait fait le nécessaire pour rétablir l’ordre public. « La constitution romaine, écrivait-il, n’était qu’un écran de fumée » ; la prétendue restauration de la République faite par Octave était un simulacre sur lequel il avait fondé une monarchie basée sur les relations personnelles et l’ambition des familles politiques de Rome. The Augustan Aristocracy examine les stratégies politiques, sociales et familiales de la noblesse sénatoriale à l'époque d'Auguste et étudie plus spécialement une vingtaine de grandes familles de la classe dirigeante.
Sa biographie de Tacite, l’historien antique qu’il préférait, est une référence. En 45 chapitres et 95 annexes, elle constitue l’étude la plus complète de Tacite jamais produite, appuyée sur un traitement exhaustif de l’arrière-plan politique et historique de sa vie pendant le premier siècle de l’Empire.
Sa biographie de Salluste (1964) fait également référence, (ainsi que ses quatre volumes et ses nombreux essais sur l’histoire d’Auguste). Son History in Ovid replace clairement Ovide dans son contexte social.
Colonial Elites, qui est l'un de ses premiers ouvrages, compare la colonisation menée par les Romains en Espagne, à celles des Espagnols en Amérique latine et des Britanniques en Nouvelle Angleterre.
Son ouvrage posthume Anatolica (1995) est dédié à Strabon et traite la géographie de la partie sud de l'Arménie et des contrées situées à l'Est de l'Asie mineure.

## Ouvrages
- The Roman Revolution, 1939 (trad. fr. Paris, Gallimard, 1967).
- Tacitus, Oxford, 1958.
- Ten studies on Tacitus, Oxford, 1970.
- The Augustan Aristocracy, Oxford, Oxford University Press, 505 p., 27 tableaux généalogiques.